# Ścinawa Nyska
Ścinawa Nyska (deutsch: Steinsdorf) ist ein Ort der Stadt- und Landgemeinde Korfantów im Powiat Nyski der Woiwodschaft Opole in Polen.

## Geographie
Ścinawa Nyska liegt am linken Ufer der Steinau, etwa zehn Kilometer südwestlich von Korfantów (Friedland O.S.), 20 Kilometer südöstlich von Nysa (Neisse) und 50 Kilometer südwestlich von Opole (Oppeln) in der Schlesischen Tiefebene an der 1966 stillgelegten Neisser Kreisbahn.
Nachbarorte von Ścinawa Nyska sind im Norden Jegielnica (Jäglitz), im Osten Ścinawa Mała (Steinau O.S.), im Südwesten Piorunkowice (Schweinsdorf) und Gryżów (Greisau) und im Westen Węża (Pockendorf).

## Geschichte

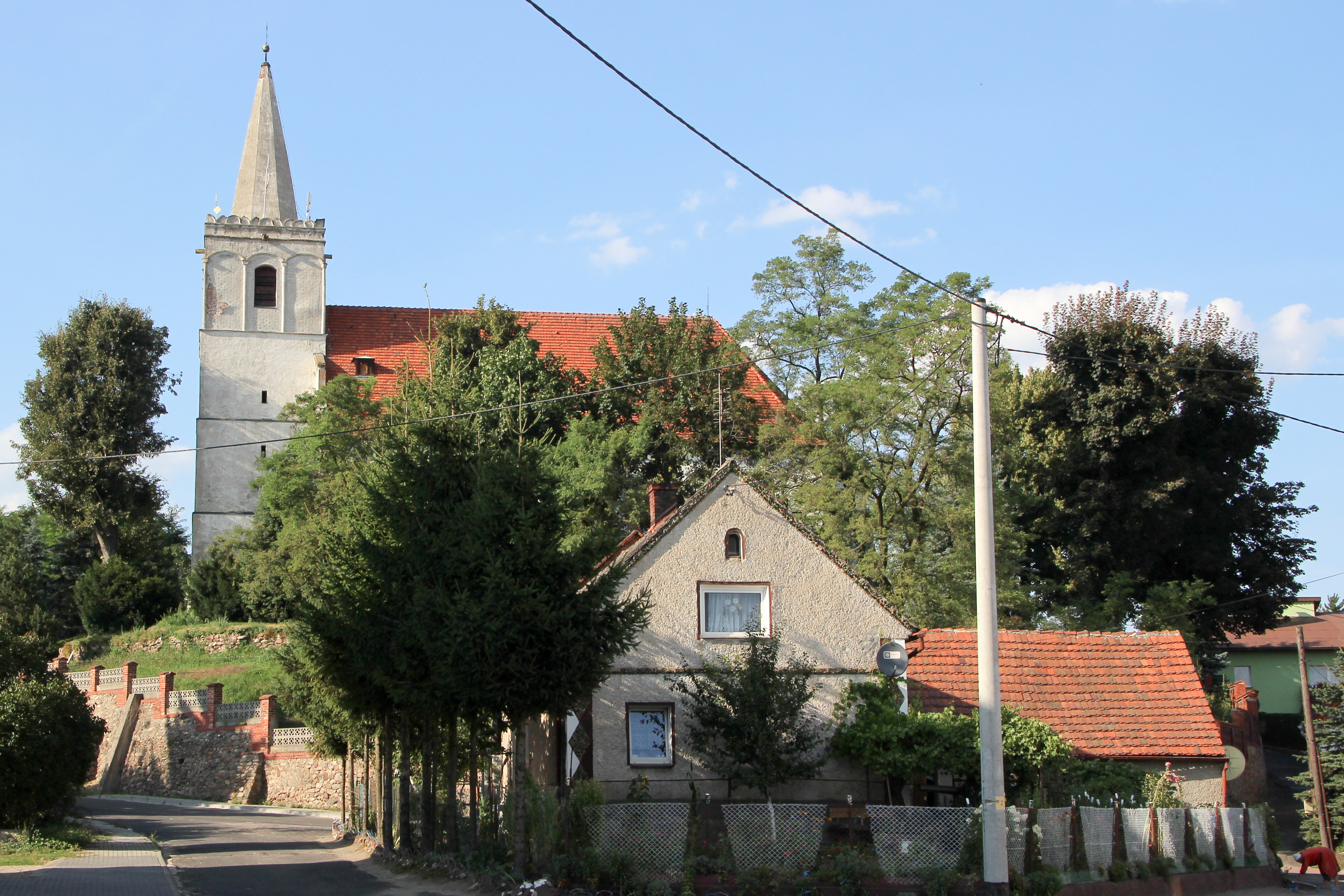
St. Peter und Paul

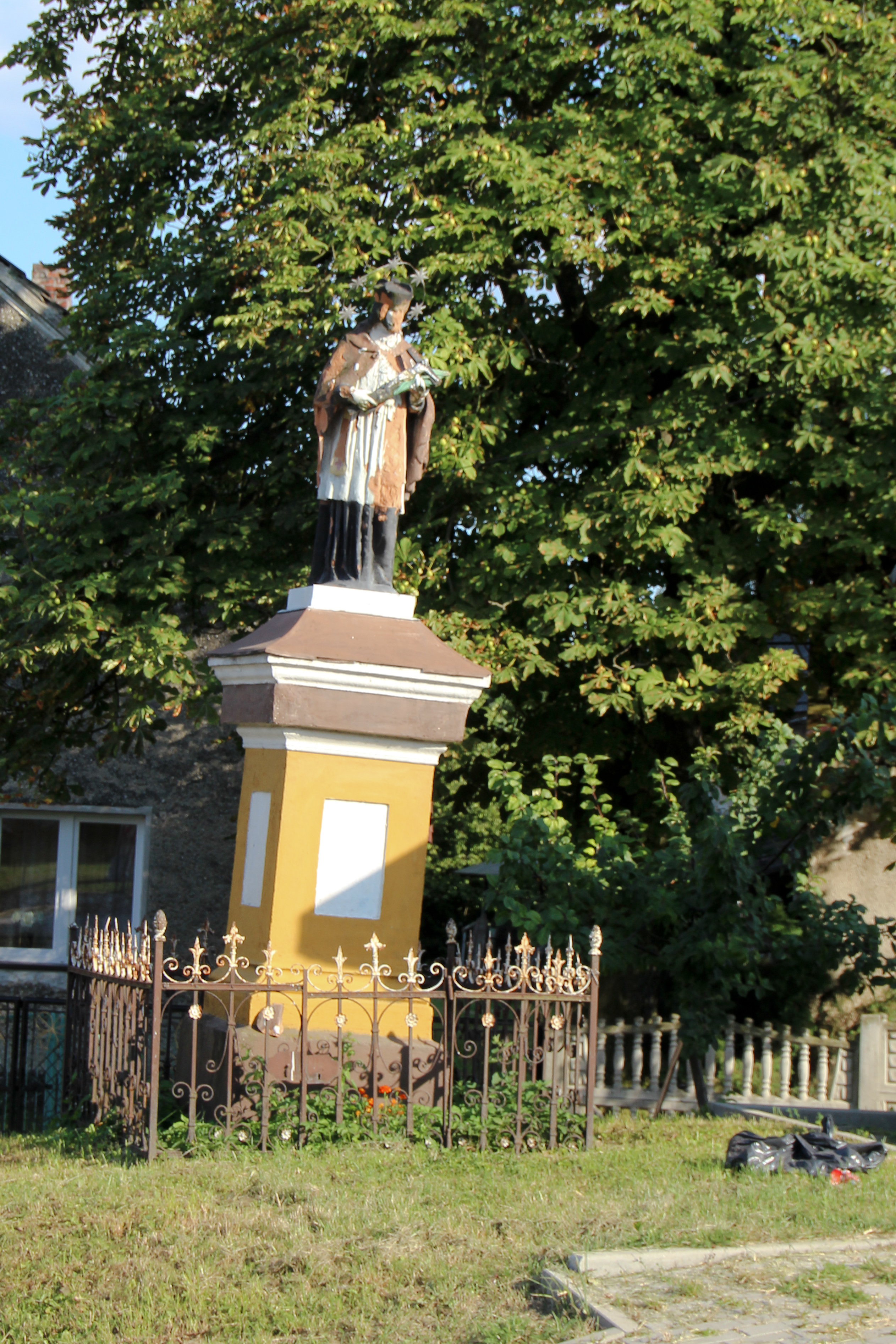
Nepomukstatue

Eine Kirche in Steinsdorf wurde erstmals 1226 erwähnt. Etwa zur gleichen Zeit wurde das Dorf nach deutschem Recht gegründet. Der deutsche Ortsname Steinsdorf (auch Steinischdorf) leitet sich von der Lage am Fluss Steinau ab.  Ab 1290 gehörte Steinsdorf zum geistlichen Fürstentum Neisse. 1304 wurde es als Stinavia villa und 1310 als Stynavia villa erwähnt. Damals bestand es 48 aus Hufen sowie einer Scholtisei mit sieben Hufen, einer Schenke und zwei vierrädrigen Mühlen. 1569 war Pfandinhaber von „Steinischdorf“ der bischöfliche Rat und Hofmarschall George Stentsch von Stentsch zu Walmsdorff, der 1571 starb. Für das Jahr 1576 ist dessen Frau als Pfandinhaberin belegt. 1592 war das Gut Steinsdorf im Besitz des bischöflichen Sekretärs Heinrich von Freund, der es vermutlich seinem Enkel Nikolaus von Troilo vererbte, dessen Mutter eine geborene von Freund war.
Nach dem Ersten Schlesischen Krieg 1742 fiel Steinsdorf mit dem größten Teil Schlesiens an Preußen. 1811 wurde eine Schule gegründet. Nach der Neuorganisation der Provinz Schlesien gehörte die Landgemeinde Steinsdorf ab 1816 zum Landkreis Neisse im Regierungsbezirk Oppeln. 1845 bestanden im Dorf eine katholische Kirche, eine katholische Schule, ein Kretscham sowie 98 Häuser. Im gleichen Jahr lebten in Steinsdorf 630 Menschen, alle katholisch. 1865 zählte Steinsdorf 27 Bauern-, 37 Gärtner-, und 33 Häuslerstellen. 1874 wurde der Amtsbezirk Steinsdorf gegründet, der aus den Landgemeinden Jäglitz, Prockendorf und Steinsdorf bestand. 1885 wohnten 735 Menschen in Steinsdorf.
1911 erhielt Steinsdorf einen Anschluss an das oberschlesische Eisenbahnnetz mit der Strecke Neisse−Steinau O.S. 1933 und 1939 zählte Steinsdorf jeweils 552 Einwohner. Bis 1945 befand sich der Ort im Landkreis Neisse.
Als Folge des Zweiten Weltkriegs fiel Steinsdorf 1945 mit dem größten Teil Schlesiens an Polen. Nachfolgend wurde es in Ścinawa Nyska umbenannt. Die einheimische deutsche Bevölkerung wurde weitgehend vertrieben. Die neu angesiedelten Bewohner waren teilweise Zwangsumgesiedelte aus Ostpolen, das an die Sowjetunion gefallen war.
Von 1945 bis 1950 gehörte Ścinawa Nyska zur Woiwodschaft Schlesien und anschließend zur Woiwodschaft Opole. Seit 1999 ist es Bestandteil des Powiat Nyski. 2005 zählte das Dorf 598 Einwohner.

## Sehenswürdigkeiten
- Die römisch-katholische Kirche St. Peter und Paul (Kościół św. Piotra i Pawła) ist eine Filialkirche der Pfarrei St. Mariä Heimsuchung in Ścinawa Mała. Ein erster Kirchenbau wurde bereits 1226 erwähnt. Zwischen 1585 und 1586 wurde der viergeschossige Glockenturm erbaut. Im zweiten Viertel des 18. Jahrhunderts entstand das heutige Langhaus im Stil des Rokoko. Die Kirche mit einem Joch und dreiseitig geschlossenen Chor und vier Kapellen entstand auf einem rechteckigen Grundriss. Das Innere ist im Stil des Rokoko, darunter die Kanzel, der Hauptaltar sowie Gemälde aus der Mitte des 18. Jahrhunderts.[8] Seit 1964 steht das Kirchengebäude unter Denkmalschutz.[9]
- Statue des böhmischen Landesheiligen Johannes Nepomuk
- Wegekreuz

## Vereine
- Freiwillige Feuerwehr OSP Ścinawa Nyska
- Sportverein LZS Ścinawa Nyska

## Persönlichkeiten
- Friedrich Rieger (1811–1885), deutscher Sänger